# شهرستان آناپولیس، نوا اسکوشیا
شهرستان آناپولیس، نوا اسکوشیا (به انگلیسی: Annapolis County, Nova Scotia) یک سکونتگاه مسکونی در کانادا است که در نوا اسکوشیا واقع شده‌است.

## خصوصیات
شهرستان آناپولیس، نوا اسکوشیا ۲۰٬۷۵۶ نفر جمعیت دارد.